# Hippolyte de Thèbes
Pour les articles homonymes, voir Hippolyte.
Hippolyte de Thèbes (en grec Ἱππόλυτος ὁ Θηϐαῖος) est un chroniqueur byzantin qui a composé son ouvrage historique entre 650 et 750 environ.
Sa Chronique est perdue comme telle, et n'est connue que par des fragments glanés dans une quarantaine de manuscrits byzantins. Les passages conservés concernent essentiellement la vie de la Sainte Famille. Ils contiennent beaucoup de calculs chronologiques.
Cette chronique est citée deux fois dans les Brèves notices historiques (Παραστάσεις σύντομοι χρονικαί), un recueil figurant dans les Patria de Constantinople et qu'on date du temps de Constantin V (741-775). Épiphane le moine, qui écrivait au début du IXe siècle, mentionne aussi le chroniqueur comme l'une de ses sources dans sa Vie de la sainte Vierge. Dans un autre fragment, on lit qu'après l'Ascension du Christ la Vierge vécut à Sion (Jérusalem) dans une maison que l'apôtre saint Jean avait achetée avec l'héritage de son père Zébédée ; or, cette tradition de la maison de la Vierge à Sion apparaît pour la première fois, d'une manière allusive, sous la plume de Sophrone de Jérusalem († 638) ; elle est présente dans le récit du pèlerinage d'Arculfe (vers 680) et chez André de Crète († 740). Ces éléments permettent de situer l'ouvrage d'Hippolyte entre 650 et 750.
Le premier recueil des fragments connus de la Chronique a été réalisé par Emmanuel Schelstrate (Antiquitas Ecclesiæ dissertationibus, monimentis ac notis illustrata, Rome, 1692, p. 510-513). Un autre recueil figure dans la collection patristique d'Andrea Gallandi (t. XIV, p. 106), reproduit par Jacques-Paul Migne. Enfin, la première partie du livre de Franz Diekamp (p. 1-55) présente une édition critique des textes. 

## Édition
- PG, vol. 117, col. 1025-1056.